# Nouzonville
 Nouzonville  es una población y comuna francesa, en la región de Champaña-Ardenas, departamento de Ardenas, en el distrito de Charleville-Mézières. Es el chef-lieu y mayor población del cantón de Nouzonville.

## Demografía
| 6971 | 7813 | 7797 | 7355 | 6970 | 6869 |
| Para los censos de 1962 a 1999 la población legal corresponde a la población sin duplicidades (Fuente: INSEE [Consultar]) |      |      |      |      |      |

Incluye la commune associée de Meillier-Fontaine, que contaba 39 habitantes en 1999.